# リプリーズ・レコード
リプリーズ・レコード（英語：Reprise Records）はアメリカのレコードレーベルである。フランク・シナトラとワーナー・ブラザース・レコード（現：ワーナー・レコード）の共同出資で設立され、当初はシナトラの作品と彼の音楽仲間であるサミー・デイヴィス・ジュニアやディーン・マーティンらのレコードを発売する為の会社であった。後にシナトラがレコード会社の経営に興味を失ったことにより、1963年にワーナー・ブラザース・レコードが彼の株を買い取り吸収合併した。
合併当初はワーナー・ブラザース・レコード内の事業部として、独立会社時代と同様の運営がされていたが、次第に若者向けのロックにも進出するようになった。それと共に、1960年代末頃からはワーナー・ブラザースとリプリーズのスタッフはほぼ同一となり、レコード盤上のラベルのみの違いとなった。同じアーティストの作品でも、前作はリプリーズのラベルが付いていたが今作はワーナー・ブラザースのラベルが付くというようなことが少なくない。
ワーナーブラザーズ・パイオニア（現：ワーナーミュージック・ジャパン）設立前（1960年～1970年）には、当時の日本ビクター・音楽レコード事業部（現：ビクターエンタテインメント）の洋楽事業部かつ社内カンパニーだったビクター・ワールド・グループが日本での契約先だった。なお、日本のワーナー（ワーナーブラザーズ・パイオニア → ワーナー・パイオニア → ワーナーミュージック・ジャパン）のアーティストもこのレーベルを冠した時期があり、主に小柳ルミ子や中森明菜らの邦楽歌手を発売した。

## 沿革
- 1960年　フランク・シナトラとワーナー・ブラザース・レコードの折半出資により設立。
- 1963年　フランク・シナトラの持分をワーナー・ブラザース・レコードが買い取り、同社に吸収合併。リプリーズ・レーベルは若者向けポップスに使用された。
- 1972年　ニール・ヤングの「孤独の旅路」が大ヒットした。
- 1976年　ワーナー・ブラザースはリプリーズ・レーベルの使用を停止し、シナトラとニール・ヤング以外の所属アーティストをワーナー・ブラザース本体に移籍。
- 1985年　ドリーム・アカデミーがリプリーズのロゴの入ったワーナー・ブラザースレーベルのアルバムを発売しヒット。
- 1987年　ワーナー・ブラザースはリプリーズ・レーベルの再開を発表。モー・オースティンとレニー・ワロンカーが共同発表。
- 2010年　カントリー部門を新設。

## 経営者
独立企業時代のリプリーズの社長は、フランク・シナトラがヴァーヴ・レコードから引き抜いたモー・オースティンである。彼は後にワーナー・ブラザース・レコードの社長・会長を歴任することになる。
オースティンの下でリプリーズを若者向けロックに進出させたのが、A&R担当のレニー・ワロンカーである。彼もオースティンの後を受けてワーナー・ブラザース・レコードの社長となった。
オースティンとワロンカーはワーナー・ブラザース・レコードを退任した後、共同でドリームワークス・レコードの経営を行った。

## 主なアーティスト
- エリック・クラプトン
- エンヤ
- キャプテン・ビーフハート・アンド・ザ・マジック・バンド
- キンクス
- グリーン・デイ
- サミー・デイヴィスJr.
- ジェスロ・タル
- シカゴ
- ジミ・ヘンドリックス
- ジャック・ニッチェ
- ジョニ・ミッチェル
- TAKE 6
- ディーン・マーティン
- デフトーンズ
- デュアン・エディ
- トリニ・ロペス
- ナンシー・シナトラ
- ニール・ヤング
- フランク・シナトラ
- フリートウッド・マック
- マイ・ケミカル・ロマンス
- マッドハニー
- ライ・クーダー
- ランディ・ニューマン
- ロキシー・ミュージック

注：過去に所属していたアーティストも含む。

### リプリーズレーベルに所属していた邦楽アーティスト
- 朱里エイコ
- 大原麗子
- 小柳ルミ子 - 1978年にSMSレコード（現・バンダイナムコミュージックライブ）へ移籍
- 平浩二 - 1982年にテイチクレコード（現・テイチクエンタテインメント）から移籍
- あいざき進也
- ヒデとロザンナ[注釈 1] - 1977年に日本コロムビアから移籍
- ポップコーン
- 中森明菜 - 1993年にMCAビクター（現・ユニバーサル ミュージック ジャパン）へ移籍
- 武田久美子
- 吹田明日香
- 倉沢淳美
- 畠田理恵 - 1992年にポリスターへ移籍
- 杉浦幸